# Giuliano Toraldo di Francia
Giuliano Toraldo di Francia (Florença, 17 de setembro de 1916 – Florença, 26 de abril de 2011) foi um físico e filósofo italiano. Trabalhou principalmente com óptica teórica e experimental.

## Vida
Toraldo di Francia é filho do geógrafo e general Orazio Toraldo di Francia e foi professor de física de 1971 até tornar-se professor emérito na Universidade de Florença e diretor do Instituto de Pesquisas de Ondas Eletromagnéticas do Conselho de Pesquisa Nacional Italiano (Consiglio Nazionale delle Ricerche CNR). 
Trabalhou inicialmente no Instituto Nacional de Óptica em Arcetri. Na décad de 1950 trabalhou com [optica de microondas e espectroscopia. Após encontrar Claude Shannon durante sua estada em Rochester aplicou seus conceitos sobre a teoria da informação na óptica.
Prova experimentalmente a existências de ondas eletromagnéticas evanescentes. Em 1941 aplicou os princípios da holografia de Dennis Gabor (princípios de interferência inversa). Devido à Segunda Guerra Mundial seu trabalho não foi conhecido internacionalmente. Introduziu o conceito de super-resolução (filtro Toraldo).
Recebeu a Medalha e Prêmio Young de 1969. De 1968 a 1973 foi presidente da Società italiana di fisica (SIF), sendo seu presidente de honra em 2005 e tendo recebido sua medalha de ouro no mesmo ano. Foi editor do periódico Il Nuovo Cimento.
Toraldo di Francia é um dos tradutores das lições de física de Richard Feynman em italiano.
É pai do arquiteto Cristiano Toraldo di Francia.

## Obras
- com Piero Bruscaglioni: Onde elettromagnetiche, Zanichelli 1953
  - Tradução em inglês: Electromagnetic Waves, Interscience 1956
- La diffrazione della luce, Einaudi, 1958
- L'indagine del mondo fisico, Einaudi, 1976
  - Tradução em inglês: The investigation of the physical world, Cambridge University Press 1981
- Il rifiuto. Considerazioni semiserie di un fisico sul mondo di oggi e di domani, Einaudi, 1978
- com Maria Luisa Dalla Chiara: Le teorie fisiche: un’analisi formale, Turin: Bollati Boringhieri, 1981
- L'amico di Platone: l’uomo nell’era scientifica, Florenz: Vallecchi, 1985
- Le cose e i loro nomi, Laterza, 1986
- La scimmia allo specchio, Laterza, 1988
- Un universo troppo semplice. La visione storica e la visione scientifica del mondo, Feltrinelli, 1990
- Tempo cambiamento invarianza, Einaudi, 1994
- com Piero Angela: Dialoghi di fine secolo, Giunti, 1996
- Ex absurdo. Riflessioni di un fisico ottuagenario, Feltrinelli, 1997
- In fin dei conti, Di Renzo Editore, 1997
- com Renzo Cassigoli: Il pianeta assediato. Conversazione di fine millennio, Le lettere, 1999
- com Maria Luisa Dalla Chiara: Introduzione alla filosofia della scienza, Laterza, 2000
- Editor: Problems in the foundations of physics, International School of Physics Enrico Fermi, North Holland 1979
- Editor: Onde superficiali, CIME Summer School, Springer Verlag 2011